# Хочу жить
Хочу жить (укр. Хочу жити), офіційна назва — Единый центр приема обращений военнослужащих РФ по сдаче в плен (укр. Єдиний центр прийому звернень військовослужбовців РФ щодо здачі в полон) ― державний проєкт Головного управління розвідки Міністерства оборони України, який покликаний допомогти військовослужбовцям РФ (які не хочуть брати участі у війні, що розв'язала РФ проти України) безпечно здатися в полон українським Збройним силам і зберегти своє життя. Проєкт гарантує (у разі здачі в полон) утримання військовослужбовців згідно з нормами Женевських конвенцій. Крім того, таким військовослужбовцям також гарантується, що після добровільної здачі в полон вони не будуть обміняні і не будуть повернені до РФ, якщо не забажають цього самі.
Відповідно до офіційного сайту проєкту передбачено декілька варіантів, за яких військовослужбовець РФ може подати звернення і здатися у полон: наприклад, подзвонити за спеціальними телефонами цілодобової гарячої лінії, або діяти відповідно до інструкцій через телеграм-бот каналу з однойменною назвою проєкту. Також про умови здачі в полон військовослужбовці РФ можуть дізнаватися через інші соціальні мережі, оскільки невдовзі після запуску проєкту російськими державними органами було заблоковано доступ до нього з територій, підконтрольних РФ. 
Коли військовослужбовець РФ заздалегідь повідомляє про свій намір здатись в полон, він залишає свої дані за програмою "Хочу жить". Таку людину українська сторона оформляє як такого, що потрапив в полон в бою. Такі особи отримують в самій Росії всі необхідні виплати та відповідний статус. Зокрема під час перебування військовослужбовця РФ в полоні, він отримує грошове забезпечення, в тому самому об'ємі, як якби він знаходився на передовій.

## Історія
18 вересня 2022 року Координаційним штабом з питань поводження з військовополоненими, як продовження проєкту, що призначений інформувати російських військових про можливість скласти зброю та зберегти своє здоров'я та життя, було запущено спеціальний державний проєкт з цілодобовою гарячою лінією прийому звернень від російських військових та їх сімей під назвою «Хочу жить».
5 жовтня 2022 року стало відомо, що за допомогою цього проєкту Збройним силам України здався перший російський військовослужбовець, що був мобілізований одразу після оголошеної часткової мобілізації в Росії.
Приблизно за місяць роботи проєкту було опрацьовано загалом понад три тисячі звернень від військовослужбовців РФ. І за словами координаторів проєкту ця цифра з кожним днем збільшується.
У ніч на 13 листопада 2022 року в мережі було поширено відеоролик з публічною стратою колишнього бійця ПВК Вагнера Євгенія Нужина, який начебто раніше добровільно здався у полон українським військовослужбовцям. За словами представника штабу з питань поводження з військовополоненими це відео є інформаційною операцією Росії з метою дискредитувати проєкт «Хочу жить» і залякати російських військовослужбовців, щоб вони не здавались в полон. Також за офіційною заявою штабу було категорично спростовано, що Нужин коли-небудь добровільно здавався в полон.
Сайт проєкту на кінець березня 2023 відвідало загалом понад 27 мільйонів користувачів, більшість яких з РФ.
По всіх каналах зв'язку, на кінець березня було зареєстровано загалом 12 817 звернень.
За офіційною інформацією, операції зі здачі у полон військовослужбовців РФ, проходять кожні 2 дні.
На травень 2024 року в полон здалось 260 росіян, ще близько 400 чекає можливості здатися.